# Nazim Bakırcı
Nazim Bakırcı (* 29. Mai 1986 in Konya) ist ein ehemaliger türkischer Straßenradrennfahrer.

## Sportliche Laufbahn
Nazim Bakırcı gewann 2008 eine Etappe bei dem Etappenrennen K.A.P. Aksaray und er belegte den Zweiten Platz in der Gesamtwertung. Bei den Balkan-Meisterschaften in Bitola gewann er die Bronzemedaille im Straßenrennen. In der Saison 2009 gewann Bakırcı jeweils ein Teilstück bei den Rennen K.A.P. Özsavaş Kupası und K.A.P. Fethiye Yol Yarışları. Bei den Mittelmeerspielen in Pescara belegte er Platz 23 im Straßenrennen und bei der türkischen Meisterschaft wurde er Zweiter im Straßenrennen hinter Mastafa Güler.
2011 gewann Bakırcı die Tour of Victory, im Jahr darauf wurde er türkischer Meister im Straßenrennen. 2015 gewann er die Tour of Ankara, 2016 die Tour of Mersin und 2018 die Tour of Mesopotamia.

## Erfolge
2011
- eine Etappe Tour of Isparta
- Gesamtwertung und eine Etappe Tour of Victory

2013
- Türkischer Meister – Straßenrennen

2015
- Gesamtwertung und eine Etappe Tour of Ankara

2016
- Gesamtwertung Tour of Mersin
- Punktewertung Tour of Ankara

2017
- Bergwertung Tour of Mersin

2018
- Gesamtwertung und eine Etappe Tour of Mesopotamia

## Teams
- 2012 Konya Torku Şeker Spor
- 2013 Torku Şekerspor
- 2014 Torku Şekerspor
- 2015 Torku Şekerspor
- 2016 Torku Şekerspor
- 2017 Torku Şekerspor
- 2018 Torku Şekerspor